# 谷脚镇
谷脚镇，是中华人民共和国贵州省黔南布依族苗族自治州龙里县下辖的一个乡镇级行政单位。
2014年1月10日，贵州省人民政府批复同意龙里县行政区划调整，新设置的谷脚镇辖原谷脚镇及原醒狮镇的三宝村、鸡场村、小箐村、羊场司村和原哪嗙乡的高枧村、新坪村、谷冰村、大谷冰村，镇人民政府驻谷脚村。

## 行政区划
谷脚镇下辖以下地区：
鸡场村、三宝村、羊场司村、小箐村、哨堡村、高堡村、毛保村、谷脚村、大坡村、观音村、谷定村、王关村、岩后村、谷远村、茶香村、高枧村、新坪村、谷冰村和大谷冰村。